# Поведенческая неврология
Поведенческая неврология — раздел неврологии, изучающий влияние неврологических повреждений и заболеваний на поведение, память и когнитивные способности. Две области, связанные с поведенческой неврологией, — это нейропсихиатрия и нейропсихология. В Соединенных Штатах «Поведенческая неврология и нейропсихиатрия» признаны в качестве единой узкой специализации Объединенным советом по неврологическим узким специальностям, (UCNS) с 2004 года.
Синдромы и заболевания, обычно изучаемые поведенческой неврологией, включают:
- Аграфия
- Агнозия
- Амнезия
- Анозогнозия
- Афазия
- Апраксия
- Апросодия[англ.]
- Аутизм
- Дислексия
- Инсульт
- Одностороннее пространственное игнорирование
- Психоз
- Синдром дефицита внимания и гиперактивности
- Черепно-мозговая травма
- Эпилепсия

## История
Хотя описания поведенческого синдрома восходят к древним грекам и египтянам, поведенческая неврология начала формироваться лишь в XIX веке. Начало положили теории Франца Галля, за которыми в середине XIX века последовали первые локализации при афазиях, предложенные Полем Брока, а затем Карлом Вернике. Локализационная неврология и клинические описания достигли пика своего развития в конце XIX и начале XX века, когда работы Алоиса Альцгеймера и Арнольда Пика распространились на клинические описания деменций. Исследования Карла Лэшли на крысах, проводившиеся в начале-середине XX века, поставили под сомнение теорию локализации и модели поражения поведенческих функций.
В Соединенных Штатах работы Нормана Гешвинда привели к возрождению поведенческой неврологии. Он известен своими работами по синдромам отключения, афазии и поведенческим синдромам лимбической эпилепсии, также называемой синдромом Гешвинда. Подготовивший несколько поколений поведенческих неврологов (например, Антонио Дамасио), Гешвинд считается отцом поведенческой неврологии.
Появление нейровизуализации in vivo в 1980-х годах привело к дальнейшему усилению интереса к когнитивной нейронауке и предоставило инструмент, который позволил выявлять корреляции между поражениями, структурными и функциональными нарушениями и поведенческой дисфункцией у людей.